# Locazione di memoria
In elettronica e informatica una locazione di memoria è una porzione o cella in cui può essere suddivisa a livello logico una memoria informatica, contraddistinta dalle altre da un indirizzo di memoria univoco che punta alla cella stessa. La terminologia è nota soprattutto in ambito di programmazione per indicare la cella a cui una variabile o una costante punta per prelevare o depositare il rispettivo valore assegnato dall'utente o calcolato progressivamente dal programma (formalmente si parla di associazione cella/numero). A volte possono verificarsi errori in fase di lettura/scrittura e la cella non può essere letta o sovrascritta come segnala lo stesso sistema operativo con il rispettivo messaggio d'errore. Sempre in ambito programmazione il valore depositato nella cella può essere evidenziato in fase di debugging da un debugger dell'IDE per verificare il corretto funzionamento logico del programma e giungere progressivamente al primo errore di debug.